# Guy Pratt
Guy Pratt (Londres, Regne Unit, 3 de gener de 1962) és un conegut baixista de sessió i compositor musical, així com actor i comediant. També és el fill de l'actor Mike Pratt. El 1996 a Kensington i Chelsea, Londres, Pratt va contreure matrimoni amb Gala Wright, filla del teclista de Pink Floyd Richard Wright. La parella viu amb el seu fill, Stanley, a Londres.

## Discografia
- 1984 - Sidewalk - Icehouse
- 1985 - Riptide - Robert Palmer
- 1985 - The Dream Academy - The Dream Academy
- 1986 - Measure For Measure - Icehouse
- 1987 - Luz y Sombra - Flans
- 1987 - Remembrance Days - The Dream Academy
- 1987 - Bête Noire - Bryan Ferry
- 1988 - One More Story - Peter Cetera
- 1988 - Delicate Sound of Thunder - Pink Floyd
- 1989 - Kite - Kirsty MacColl
- 1989 - Like A Prayer - Madonna
- 1990 - Wild And Lonely - Associates
- 1990 - Blue Pearl - Blue Pearl
- 1990 - Dick Tracy: "I'm Breathless" (Music from & Inspired by the Film) - Madonna
- 1990 - Don't Explain - Robert Palmer
- 1990 - Toy Matinee - Toy Matinee
- 1991 - Pop Life - Bananarama
- 1991 - Ripe - Banderas
- 1991 - Long Road - Junior Reid
- 1991 - Electric Landlady - Kirsty MacColl
- 1991 - Storyville - Robbie Robertson
- 1991 - A Different Kind Of Weather - The Dream Academy
- 1991 - The Orb's Adventures Beyond The Ultraworld - The Orb
- 1992 - Masterfile - Icehouse
- 1992 - Growing Up In Public - Jimmy Nail
- 1992 - Ridin High - Robert Palmer
- 1992 - U.f.orb - The Orb
- 1993 - Debravation - Debbie Harry
- 1993 - Donna De Lory - Donna De Lory
- 1993 - Last Action Hero [Original Score] - Michael Kamen
- 1993 - Call Me Nightlife - Nokko
- 1993 - Elemental - Tears for Fears
- 1994 - Billy Pilgrim - Billy Pilgrim
- 1994 – Mamouna – Bryan Ferry
- 1994 - Well... - Katey Sagal
- 1994 - The Division Bell - Pink Floyd
- 1994 - Take It Back [senzill] - Pink Floyd
- 1994 – Heitor – T.P. Heitor
- 1994 - The Next Hundred Years - Ted Hawkins
- 1994 - Meanwhile - Third Matinee
- 1994 - Fruit Of Life - Wild Colonials
- 1995 - Euroflake In Silverlake - Gregory Gray
- 1995 - History: Past, Present and Future, Book I - Michael Jackson
- 1995 – P·U·L·S·E – Pink Floyd
- 1995 - A Spanner In The Works - Rod Stewart
- 1996 - Raise The Pressure - Electronic
- 1997 - Dark Days In Paradise - Gary Moore
- 1997 - It's Sota Different Here - Gota
- 1997 - Blood on the Dance Floor: History in the Mix - Michael Jackson
- 1997 - The Next Hundred Years [Gold Edition] - Ted Hawkins
- 1997 - Restless Heart Reunion - David Coverdale & Whitesnake
- 1998 – Still Crazy
- 1998 – Dil Se – Dil Se
- 1998 – Messiah Meets Progenitor – Messiah
- 1998 – The Ted Hawkins Story: Suffer No More – Ted Hawkins
- 1999 – What Are You Going to Do with Your Life? – Echo & the Bunnymen
- 1999 - Michael Hutchence - Michael Hutchence
- 1999 – Reload – Tom Jones
- 2000 - Lemonjelly.ky - Lemon Jelly
- 2000 - Ronan - Ronan Keating
- 2000 - Somewhere in the Sun: Best of the Dream Academy - The Dream Academy
- 2001 - Born - Bond
- 2001 – Crystal Days: 1979-1999 –Echo & the Bunnymen
- 2001 - Jacob Young - Jacob Young
- 2001 - Bring Down The Moon - Naimee Coleman
- 2001 - White Lilies Island - Natalie Imbruglia
- 2001 - Echoes: The Best of Pink Floyd - Pink Floyd
- 2001 - Read My Lips - Sophie Ellis-Bextor
- 2001 – Mixed Up World Pt. 2 – Sophie Ellis-Bextor
- 2001 - They Called Him Tin Tin - Stephen Duffy
- 2001 - Mink Car - They Might Be Giants
- 2001 - Toy Matinee: Special Edition - Toy Matinee
- 2002 - Watching Angels Mend - Alex Lloyd
- 2002 - Born [Japan Bonus Tracks] - bond
- 2002 - Shine - bond
- 2002 - Shine [Bonus Track/Bonus Vcd] - bond
- 2002 - Lost Horizons - Lemon Jelly
- 2002 - Festival - Paola & Chiara
- 2002 - Best of Both Worlds: The Robert Palmer Anthology (1974-2001) - Robert Palmer
- 2002 - Mink Car - They Might Be Giants (on "I've Got A Fang")
- 2003 - Remixed [Japan Bonus Tracks] - bond
- 2003 - Journey into Paradise - Dr. Alex Paterson
- 2003 - Measure for Measure/Primitive Man - Icehouse
- 2003 - The Outer Marker - Just Jack
- 2003 - Don't Explain [Bonus Tracks] - Robert Palmer
- 2003 - Shoot From The Hip - Sophie Ellis Bextor|Sophie Ellis-bextor
- 2003 - Reload [Bonus Tracks] - Tom Jones
- 2004 - Mistaken Identity - Delta Goodrem
- 2004 – Live at Montreux, 1990 – Gary Moore
- 2005 – Explosive: The Best of bond [DualDisc] – bond (band)|bond
- 2005 - Explosive: The Best of bond - bond
- 2005 - A Million in Prizes: The Anthology - Iggy Pop
- 2005 – Remembrance Days/A Different Kind of Weather – The Dream Academy
- 2006 – On an Island – David Gilmour
- 2006 – So Still - Mozez
- 2006 - Living in a Giant Candle - Transit Kings
- 2007 - Dylanesque - Bryan Ferry
- 2008 - Live in Gdańsk - David Gilmour